# Остем
Остем (нід. Oosthem) — село в нідерландській провінції Фрисландія. Входить до муніципалітету Південно-Західна Фрисландія.
Його площа становить 8,39км², а населення станом на 2021 рік складало 455 осіб.
Перша згадка про населений пункт датується 1453 роком.

## Галерея

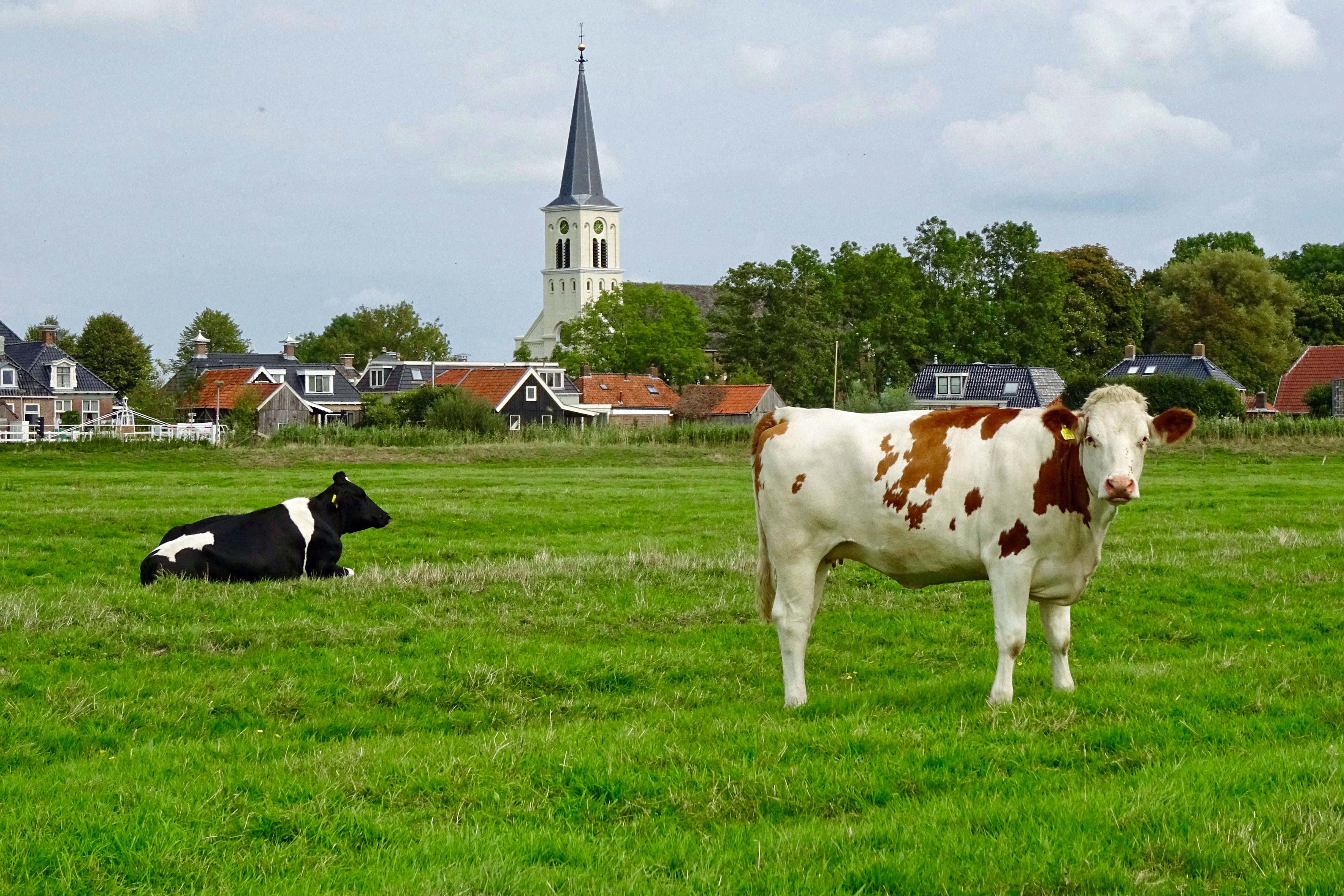
Пасовище поблизу села
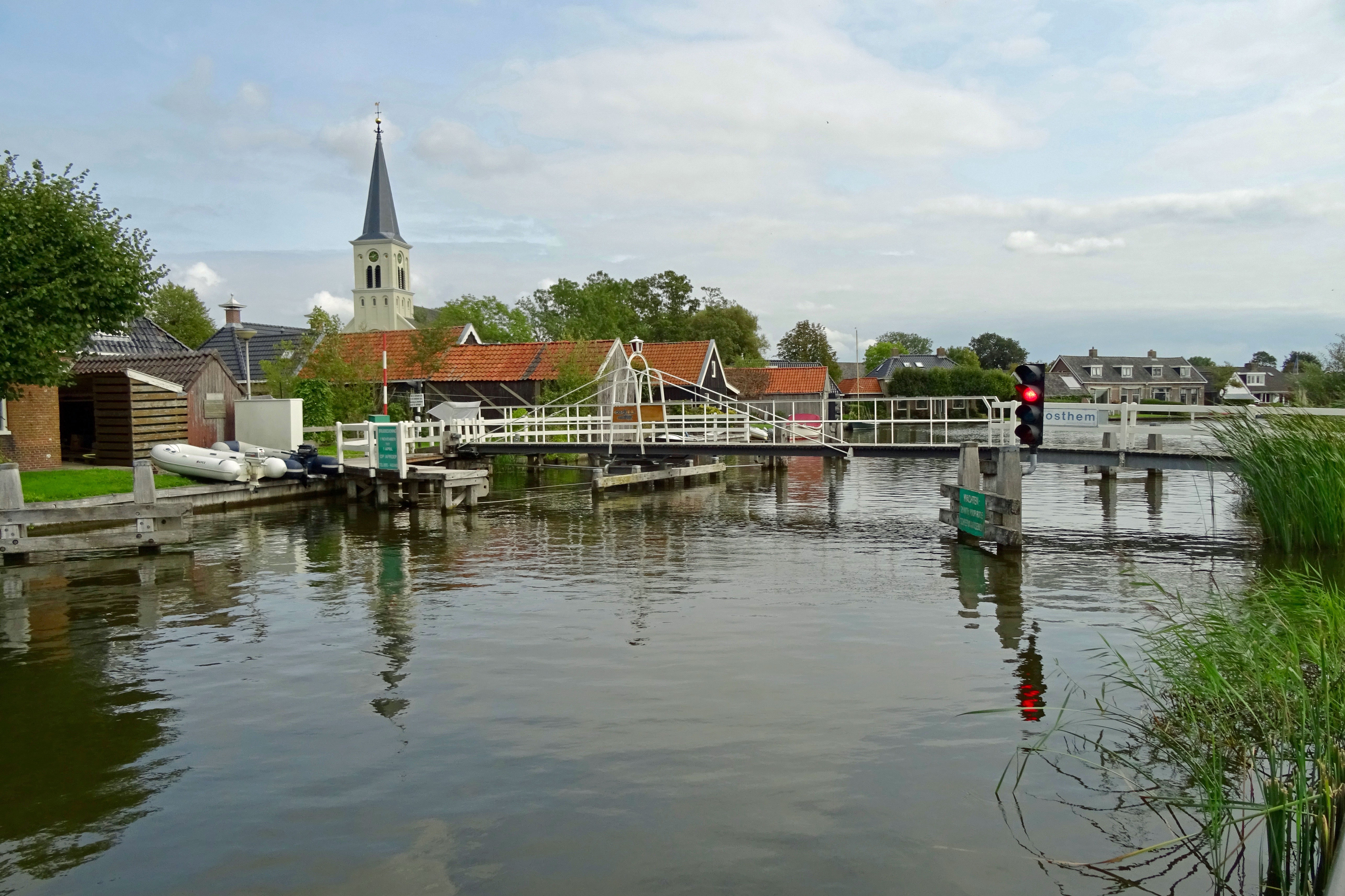
Вид на село з боку каналу